# Asia Artist Awards
Asia Artist Awards（アジアアーティストアワード、朝: 아시아 아티스트 어워즈、略: AAA）は、アジアのK-POP・ドラマ統合授賞式。
韓国国内で初めてK-POPとドラマを結合させたアジアの授賞式として創設、韓国メディア STARNEWS・日本メディア メディアボーイ主催、Asia Artist Awards組織委員会が主管を務め、THE STAR PARTNER、カルチュア・エンタテインメントほか協賛（第７回）で開催される。歌手部門とドラマ部門が設けられており、アジアと韓国を輝かせた歌手と俳優に対して賞の授与が行われる。Huluで生中継放送も行う。

## 沿革
- 2016年11月16日 - 第1回実施[10]
- 2017年9月20日 - 『2017 Asia Artist Awards』ホームページ開設[1]
- 2017年11月15日 - 第2回実施[11]
- 2018年11月28日 - 第3回実施[12]
- 2019年11月26日 - 第4回実施[13]
- 2020年11月28日 - 第5回実施[14][15]
- 2021年12月2日 - 第6回実施[16]
- 2022年12月13日 - 第7回実施[17]
- 2023年12月14日 - 第8回実施

## 日程
- 第1回 - 2016年11月16日／韓国・慶熙大学校 平和の殿堂（MC：イトゥク、チョ・ウジョン、イ・シヨン）[10]
- 第2回 - 2017年11月15日／韓国・蚕室体育館（MC：イトゥク、イ・テイム）[18]
- 第3回 - 2018年11月28日／韓国・南洞体育館（MC：イトゥク、イ・ソンギョン）[19]
- 第4回 - 2019年11月26日／ベトナム・ミーディン国立競技場（MC：アン・ヒョソプ、イトゥク、イム・ジヨン、ナンシー）[13][20]
- 第5回 - 2020年11月28日／オンライン（MC：イトゥク、パク・ジュヒョン）[15]
- 第6回 - 2021年12月2日／韓国・KBSアリーナ（MC：イトゥク、チャン・ウォニョン）[16]
- 第7回 - 2022年12月13日／日本・名古屋市総合体育館（MC：イトゥク、チャン・ウォニョン）[17]
- 第8回 - 2023年12月14日／フィリピン・フィリピン・アリーナ（MC： チャン・ウォニョン、カン・ダニエル、ソン・ハンビン）
- 第9回 - 2024年12月27日／タイ・バンコク

## 大賞
出典：

### 歌手部門
- 2016年度 第1回 - EXO
- 2017年度 第2回 - EXO
- 2018年度 第3回 ‐ 防弾少年団
- 2019年度 第4回 -  GOT7／TWICE／Red Velvet／SEVENTEEN
- 2020年度 第5回 - 今年の歌手：TWICE／今年のステージ：MONSTA X／今年のアルバム：NCT『NCT 2020 RESONANCE Pt. 1』／今年のパフォーマンス: GOT7／今年の歌：BTS『Dynamite』／今年のトロット：イム・ヨンウン
- 2021年度 第6回 - 今年の歌手：SEVENTEEN／今年のステージ：aespa「Next Level」／今年のアルバム：NCT 127『Sticker』／今年のパフォーマンス：Stray Kids『Thunderous』／今年の歌：BTS『Butter』／今年のトロット: イム・ヨンウン
- 2022年度 第7回 - 今年の歌手：SEVENTEEN／今年のステージ：イム・ヨンウン／今年のアルバム：Stray Kids／今年のパフォーマンス：NewJeans／今年の歌：IVE
- 2023年度 第8回 - 今年の歌手：NewJeans／今年のステージ：Stray Kids／今年のアルバム：SEVENTEEN／今年のパフォーマンス：BSS (SEVENTEEN)／今年の歌：NewJeans『Ditto』／今年のファンダム：イム・ヨンウン

### 俳優部門
- 2016年度 第1回 - チョ・ジヌン
- 2017年度 第2回 - キム・ヒソン
- 2018年度 第3回 - イ・ビョンホン
- 2019年度 第4回 - チャン・ドンゴン
- 2020年度 第5回 - 今年の俳優（映画部門）：イ・ジョンジェ／今年の俳優（ドラマ部門）：キム・スヒョン
- 2021年度 第6回 - 今年の俳優：イ・ジョンジェ／今年の俳優（映画部門）：ユ・アイン／今年の俳優（ドラマ部門）：イ・スンギ
- 2022年度 第7回 - ジュノ (2PM)
- 2023年度 第8回 - ジュノ (2PM)

## その他の賞
出典：

### 歌手部門
2016年度 第1回
- ベストアーティスト賞
  - 防弾少年団
  - TWICE
- ベストアイコン賞 - 防弾少年団
- ベストスター賞
  - Block B
  - SEVENTEEN
- ベストプロデューサー賞 - パン・シヒョク
- ベストセレブリティ賞
  - VIXX
  - AOA
- ベストエンターテイナー賞
  - B.A.P
  - MAMAMOO
- ベストチョイス賞 - Dynamic Duo
- 人気賞 - EXO
- ベストOST賞 - Gummy
- ニューウェーブ賞
  - ファン・チヨル
  - 方大同
- アジアスター賞 - EXO
- 百度スター賞 - EXO
- ライジングスター賞
  - ハン・ドングン
  - 宇宙少女
  - BOYS AND MEN
- 新人賞
  - BLACKPINK
  - NCT 127

2017年度 第2回
- レジェンド賞 - SUPER JUNIOR
- ベストアーティスト賞 - SEVENTEEN
- ベストスター賞
  - ジコ
  - SNH48 7SENSES
- ベストセレブリティ賞
  - VIXX
  - Apink
- ベストアイコン賞
  - Crush
  - MAMAMOO
  - ファン・チヨル
- ベストエンターテイナー賞
  - NU'EST W
  - MONSTA X
  - Bolbbalgan4
- AAAファビュラス賞
  - EXO
  - SUPER JUNIOR
- AAAチョイス賞 - Just Jerk
- 人気賞 - EXO
- ニューウェーブ賞
  - SNUPER
  - ASTRO
  - THE RAMPAGE from EXILE TRIBE
- ライジングスター賞
  - JBJ
  - チョン・セウン
  - gugudan
  - DIA
  - MOMOLAND
- 新人賞
  - Wanna One
  - KARD
  - PRISTIN
- ベストOST賞 - Ailee
- Samsung Pay賞 - Wanna One

2018年度 第3回
- ベストアーティスト賞
  - Wanna One
  - SEVENTEEN
  - TWICE
- ベストミュージシャン賞
  - iKON
  - ジコ
- ベストポピュラー賞 - GOT7
- ベストミュージック賞
  - NU'EST W
  - MAMAMOO
  - ソンミ
- アジアブリリアント賞 - AOA
- ベストアイコン賞
  - MONSTA X
  - MOMOLAND
- 新人賞
  - IZ*ONE
  - Stray Kids
  - (G)I-DLE
  - THE BOYZ
- ベストエモーティブ賞 - ジュノ
- 今年のアーティスト賞
  - iKON
  - TWICE
  - SEVENTEEN
  - MONSTA X
  - MAMAMOO
  - GOT7
  - NU'EST W
  - ソンミ
  - 防弾少年団
- AAAファビュラス賞
  - 防弾少年団
  - TWICE
- アジアホッテスト賞 - Wanna One
- AAAチョイス賞 - SNUPER
- ベストプロデューサー賞 - Pdogg
- パフォーマンスディレクター賞 - ソン・ソンドゥク
- AAAXSTARPAY人気賞 - 防弾少年団
- ヒストリーオブソングス賞 - SE7EN
- フェイバリット賞 - チョンハ
- ニューウェーブ賞
  - KARD
  - 宇宙少女
  - gugudan
- ライジング賞
  - fromis_9
  - SF9
- フォーカス賞
  - D-CRUNCH
  - W24

2019年度 第4回
- ベストアーティスト賞 - ジコ
- トップオブK-POPレコード賞 - SUPER JUNIOR
- ベストミュージシャン賞 - NU'EST
- ベストKカルチャー賞 - GOT7
- ベストエモーティブ賞 - カン・ダニエル
- ベストアイコン賞
  - チョンハ
  - SEVENTEEN
- チョイス賞 - MOMOLAND
- ベストソーシャルアーティスト賞
  - SEVENTEEN
  - TWICE
- スター15人気賞
  - カン・ダニエル
  - 今月の少女
  - Stray Kids
- ベストプロデューサー賞 - ジコ
- ベストベトナムアーティスト賞 - ビック・フォン（ベトナム語版）
- アジアセレブリティ賞
  - Red Velvet
  - NU'EST
- グルーヴ賞
  - (G)I-DLE
  - Stray Kids
- AAAX東南メディア FPT ポリテクニック人気賞 - SUPER JUNIOR
- 新人賞
  - AB6IX
  - TOMORROW X TOGETHER
  - ITZY
- ポテンシャル賞
  - カン・ダニエル
  - SNUPER
- フォーカス賞
  - DONGKIZ
  - 今月の少女

2020年度 第5回
- ベストアーティスト賞
  - MAMAMOO
  - NCT 127
- ベストミュージシャン賞
  - IZ*ONE
  - ソン・ガイン
  - カン・ダニエル
- グルーヴ賞 - Bigman
- フォーカス賞
  - ONEUS
  - AleXa
- 新人賞
  - TREASURE
  - SECRET NUMBER
- ポテンシャル賞
  - IZ*ONE
  - CRAVITY
- ベストアイコン賞
  - PENTAGON
  - AB6IX
- ベストエモーティブ賞
  - NCT DREAM
  - (G)I-DLE
- 人気賞
  - 防弾少年団
  - TWICE
  - イム・ヨンウン
- ホットイシュー賞
  - ITZY
  - イム・ヨンウン
- ベストミュージックビデオ賞 - Stray Kids
- アジアセレブリティ賞
  - WayV
  - カン・ダニエル
- ベストポップアーティスト賞
  - アン・マリー
  - MAX
- ベストチョイス賞
  - THE BOYZ
  - ITZY
- ヒストリーオブソングス賞 - SUPER JUNIOR
- Best of Best STARNEWSX最愛ドル賞 - 防弾少年団

2021年度 第6回
- ベストアーティスト賞
  - ベンベン
  - Brave Girls
  - ENHYPEN
- ベストミュージシャン賞
  - カン・ダニエル
  - ITZY
  - ASTRO
  - ウォノ
  - THE BOYZ
- ベストアチーブメント賞 - NU'EST
- ベストチョイス賞
  - Golden Child
  - MOMOLAND
  - PENTAGON
- 新人賞
  - ENHYPEN
  - aespa
- アジアセレブリティ賞
  - ベンベン
  - THE BOYZ
- エモーティブ賞
  - 宇宙少女 Chocome
  - クォン・ウンビ
- ホットトレンド賞
  - Brave Girls
  - aespa
- アイコン賞 - WOODZ
- ベストミュージックビデオ賞 - EVERGLOW
- ベストクリエイター賞 - Brave Brothers
- ベストプロデューサー賞 - ウジ (SEVENTEEN)
- ベストOST賞 - イム・ヨンウン
- RET人気賞
  - EXO
  - TWICE
  - イム・ヨンウン
  - CL
- U+アイドルLive人気賞
  - 防弾少年団
  - BLACKPINK
  - イム・ヨンウン
  - IU
- ファビュラス賞 - SEVENTEEN
- ニューウェーブ賞
  - STAYC
  - Weeekly
- ポテンシャル賞
  - AleXa
  - T1419
- フォーカス賞
  - KINGDOM
  - BLITZERS
  - DKB
- ヒストリーオブソングス賞 - 三代目 J SOUL BROTHERS from EXILE TRIBE

### 俳優部門
2016年度 第1回
- ベストアーティスト賞
  - パク・ヘジン
  - パク・シネ
- ベストアイコン賞 - キム・ユジョン
- ベストスター賞
  - パク・ボゴム
  - スジ
- ベストセレブリティ賞
  - ナムグン・ミン
  - チン・グ
  - キム・ジウォン
- ベストエンターテイナー賞
  - ソ・ガンジュン
  - ナム・ジヒョン
- ベストチョイス賞
  - ソンフン
  - イ・シヨン
- 人気賞
  - ベクヒョン
  - ユナ
- ニューウェーブ賞
  - クァク・シヤン
  - イ・ジョンシン
- アジアスター賞
  - パク・ボゴム
  - ユナ
- ライジングスター賞
  - シン・ヒョンス
  - パク・ヘス（朝鮮語版）
  - チー・プー（ベトナム語版）
- 新人賞
  - リュ・ジュンヨル
  - ナナ

2017年度 第2回
- ベストアーティスト賞
  - ナムグン・ミン
  - パク・ヘジン
  - ユナ
- ベストウェルカム賞 - イ・スンギ
- ベストスター賞
  - パク・ソジュン
  - リュ・ジュンヨル
- ベストセレブリティ賞
  - ジュノ
  - パク・ミニョン
- ベストアイコン賞 - ソ・ガンジュン
- ベストエンターテイナー賞
  - ソンフン
  - キム・テリ
- AAAファビュラス賞
  - パク・ソジュン
  - イ・ジュンギ
- AAAチョイス賞
  - ミン・ヒョリン
  - イ・テイム
  - チェ・ボムヒ
- アジアアイコン賞 - パク・シネ
- アジアスター賞 - スジ
- 人気賞
  - ド・ギョンス
  - ユナ
- ニューウェーブ賞
  - チェ・テジュン
  - コン・スンヨン
  - シン・ヒョンス
- ライジングスター賞
  - カン・テオ
  - ジス
  - ソ・ウンス
- 新人賞
  - アン・ヒョソプ
  - チョン・チェヨン
- ベストクリエイティブ賞 - シン・ウォンホ

2018年度 第3回
- ベストアーティスト賞 - ハ・ジョンウ
- ベストアクター賞
  - チュ・ジフン
  - ユ・ヨンソク
  - イ・ジウン
- ベストポピュラー賞
  - リュ・ジュンヨル
  - イ・スンギ
- ベストエモーティブ賞
  - チョン・ヘイン
  - ジュノ
  - イ・ソンギョン
- アジアセレブリティ賞 - ペ・スジ
- アジアトレンド賞
  - チョン・ヘイン
  - ユナ
- アジアブリリアント賞
  - チェ・ミンホ
  - イ・ダヒ
- ベストアイコン賞
  - チェ・テジュン
  - キム・ミョンス
- 新人賞
  - キム・ダミ
  - チャン・ギヨン
- 今年のアーティスト賞
  - ジュノ
  - リュ・ジュンヨル
  - イ・ソンギョン
  - チョン・ヘイン
  - イ・ジウン
  - イ・スンギ
  - チュ・ジフン
  - ユ・ヨンソク
  - ハ・ジョンウ
  - イ・ビョンホン
- AAAファビュラス賞
  - イ・ビョンホン
  - ハ・ジョンウ
- エコクリエイター賞 - パク・ヘジン
- アジアホッテスト賞 - イ・ジウン
- AAAチョイス賞
  - リュ・イホ
  - クァク・シヤン
  - ジニョン
- ベストクリエイター賞 - ウォン・ドンヨン
- AAAXSTARPAY人気賞
  - セフン
  - イ・ジウン
- フェイバリット賞 - ソンフン
- ニューウェーブ賞 - キム・ソリョン
- ライジング賞
  - チャ・ウヌ
  - チョン・インソン
- フォーカス賞
  - キム・ヨンジ
  - チン・ジュヒョン
  - シン・ヒョンス

2019年度 第4回
- ベストアーティスト賞
  - イム・ユナ
  - パク・ミニョン
- ベストアクター賞 - チ・チャンウク
- ベストKカルチャー賞 - イ・グァンス
- ベストエモーティブ賞 - イム・ジヨン
- ベストアイコン賞
  - チョン・ヘイン
  - チェ・シウォン
- チョイス賞
  - アン・ヒョソプ
  - イ・ジョンウン
- ベストソーシャルアーティスト賞 - イム・ユナ
- ベストベトナムアーティスト賞
  - コック・チュオン（ベトナム語版）
  - バオ・タン
- アジアセレブリティ賞
  - チ・チャンウク
  - パク・ミニョン
- 人気賞
  - セフン
  - ソン・ジヒョ
- シーンスティラー賞
  - イ・グァンス
  - イ・ジョンウン
- 新人賞 - オン・ソンウ
- ポテンシャル賞 - チョン・ヘイン
- フォーカス賞 - イ・ジョンウン

2020年度 第5回
- ベストアーティスト賞
  - イ・ジュンギ
  - ソ・イェジ
- ベストアクター賞
  - アン・ヒョソプ
  - イ・ソンギョン
- フォーカス賞 - アン・ウンジン
- 新人賞
  - イ・ジェウク
  - ハン・ソヒ
- ポテンシャル賞
  - パク・ジニョン
  - キム・ヘユン
- ベストアイコン賞 - イ・ジュヨン
- ベストエモーティブ賞
  - キム・ソンホ
  - アン・ボヒョン
- AAAX東南メディア FPT ポリテクニック人気賞
  - パク・ジニョン
  - ソン・ジヒョ
- ホットイシュー賞
  - キム・スヒョン
  - ソ・イェジ
- シーンスティラー賞 - キム・ミンジェ
- アジアセレブリティ賞 - イ・ジュンギ
- ベスト演技賞
  - イ・ジュニョク
  - チョン・ミド
- ベストチョイス賞
  - アン・ボヒョン
  - パク・ジュヒョン

2021年度 第6回
- ベストアーティスト賞
  - チョン・ヨビン
  - ハン・ソヒ
- ベストアクター賞
  - パク・ジュミ
  - ホ・ソンテ
  - キム・ジュリョン
- ベスト演技賞
  - クォン・ユリ
  - ソンフン
  - 北村匠海
- シーンスティラー賞 - チャ・ジヨン
- ベストチョイス賞
  - イ・ジュニョン
  - チュ・ソクテ
- 新人賞 - イ・ドヒョン
- アジアセレブリティ賞
  - ユ・アイン
  - ワチラウィット・チワアリー
  - メータウィン・オーパッイアムカジョーン
- エモーティブ賞
  - チャ・ウヌ
  - ムン・ガヨン
- ホットトレンド賞 - イ・ジョンジェ
- アイコン賞 - リュ・ギョンス
- RET人気賞 - キム・ソンホ
- U+アイドルLive人気賞
  - ソン・ジヒョ
  - チョン・ホヨン
- ファビュラス賞 - イ・ジョンジェ
- ニューウェーブ賞 - ナ・イヌ
- ポテンシャル賞 - ファン・ミンヒョン
- フォーカス賞
  - パク・ゴニル
  - ドヨン